# چوب‌شکن
چوب‌شکن یا موش‌خرمای کوهی آمریکایی جونده‌ای از خانوادهٔ سنجاب است، که به گروه بزرگی از سنجاب‌های زمینی به نام مارموتها تعلق دارد. مارموت‌های دیگر از قبیل مارموت شکم‌زرد و مارموت سپیدموی، در مناطق سنگی و کوهستانی زندگی می‌کنند ولی چوب‌شکن موجودی است متعلق به زمین‌های پست. موش‌خرمای کوهی آمریکا به‌طور گسترده در آمریکای شمالی و نواحی شمال شرقی و مرکزی ایالات متحده آمریکا پخش شده است. این موجودات در شمالی‌ترین نقاطی از قبیل آلاسکا یافت شده‌اند و محل زندگی آن‌ها در حال گسترش به سمت جورجیا نیز هست.